# Menemerus congoensis
Menemerus congoensis là một loài nhện trong họ Salticidae.
Loài này thuộc chi Menemerus. Menemerus congoensis được Roger de Lessert miêu tả năm 1927.